# Гранат-1

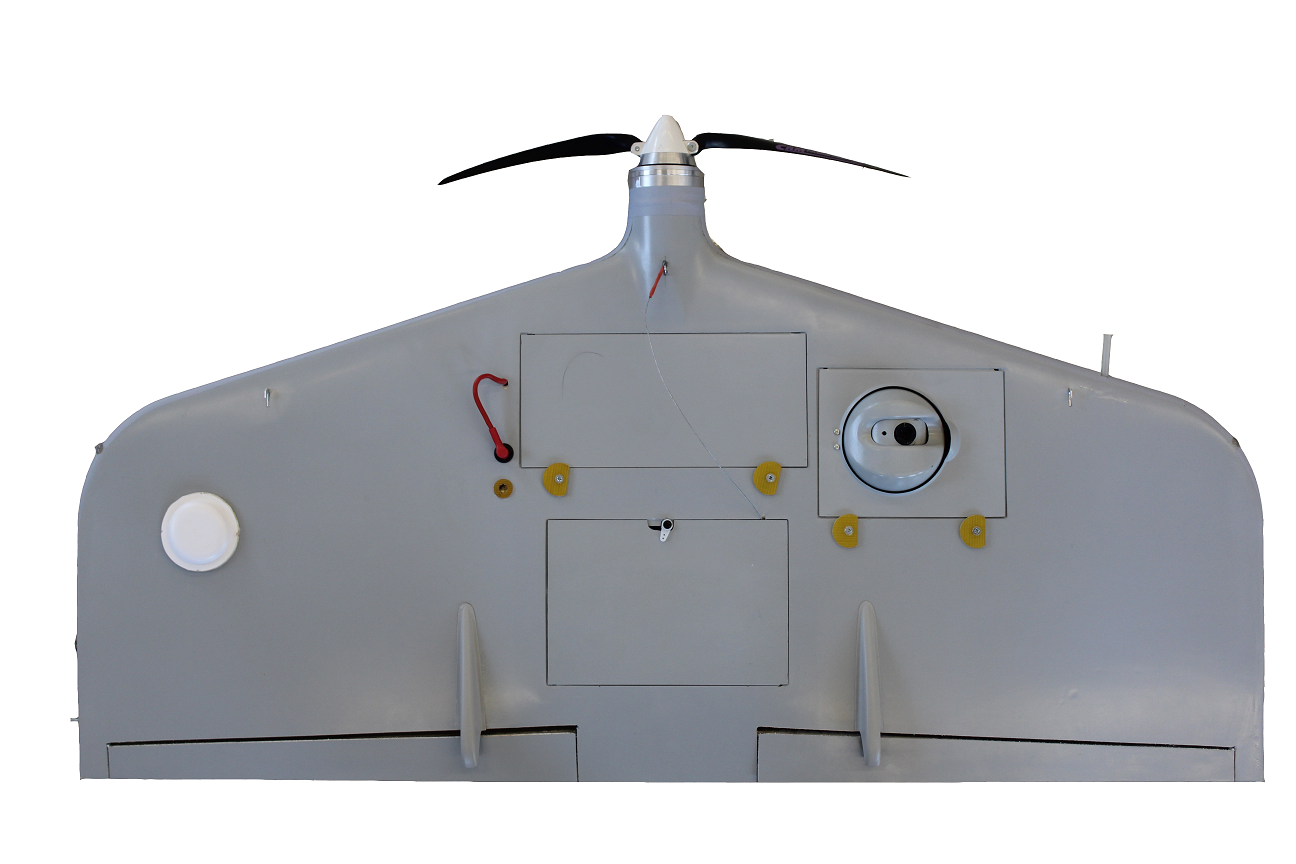

Гранат-1 - российский БПЛА, построенный по схеме летающие крыло, предназначенный для разведки, имеет фото- и видеофиксацию, как и другие беспилотники этой серии входит в состав комплекса Наводчик-2. Дальность полёта составляет до 15 км.

## Встроенное оборудование
Камера: Canon Zoom Lens 5x15,43-215mm
Аккумулятор:  Batt LiPo 14.8V, 4S,11000 mAh.
Тип видеомодуля: поворотный, цветной.

## ЛТХ БПЛА Гранат-1
Длина: 0,52 м

### ТТХ
Размах крыла: 0,82 м
Высота: 0,24 м
Крейсерская скорость: 60 км/ч
Максимальная скорость: 75 км/ч
Максимальная дальность: 15 км
Максимальная высота: 3500 м
Тип двигателя: Электродвигатель
Максимальное время полёта: 1 ч 15 мин

## Боевое применение
В 2015 году волонтёрская информационная организация InformNapalm зафиксировала использование БПЛА серии Гранат пророссийскими сепаратистами в ходе войны в Донбассе.
2 апреля 2017 года в районе Светлодарской дуги был сбит беспилотник Гранат-1. Детали летательного аппарата имели маркировку ФСБ РФ.
29 ноября 2020 года "Гранат" был сбит украинскими военными недалеко от посёлка Луганское. Пророссийские войска использовали эти БПЛА для разведки и корректировки действий ДРГ для безопасного продвижения к позициям украинских войск.
19 ноября 2020 года волонтёрское сообщество InformNapalm выложило эксклюзивные кадры российского комплекса Наводчик-2 в состав которого входят БПЛА из серии Гранат, впервые попавший в официальные отсчёты СММ ОБСЕ 14 ноября 2020 года. Комплекс был найден в Луганской области в 12 км от линии боевого соприкосновения.
23 мая 2022 года БПЛА Гранат был сбит вблизи населённого пункта Сухая Балка Бахмутскиого района Донецкой области Украины при помощи ЗРК "Оса-АКМ"